# 1118
1118 (MCXVIII) a fost un an obișnuit al calendarului iulian.

## Evenimente
- 2 martie: Împăratul Henric al V-lea îl alungă din Roma pe noul papă, Gelasius al II-lea, opunându-i-l pe antipapa Grigore al VIII-lea.
- 10 martie: Papa Gelasius al II-lea este înscăunat ca papă la Gaeta.
- 2 aprilie: La moartea lui Balduin I (decedat în Sinai, pe drumul de întoarcere din Egipt), regatul cruciat al Ierusalimului este preluat de Balduin du Bourg, conte de Edessa, care devine Balduin al II-lea.
- 14 aprilie: Papa Gelasius al II-lea, aflat la Capua, convoacă un conciliu, care îl excomunică pe Henric al V-lea și pe Grigore al VIII-lea.
- 11 iunie: Roger de Salerno, principe de Antiohia, capturează Azaz de la turcii selgiucizi.
- 2 septembrie: După ce revenise pe ascuns la Roma, papa Gelasius al II-lea se refugiază în Franța.
- 18 decembrie: Maurii din Zaragoza capitulează în fața regelui Alfonso I "cel Bătăios" al Aragonului, care apoi îi expulzează din oraș; Zaragoza devine capitala regatului de Aragon.

### Nedatate
- aprilie-iunie: La moartea lui Muhammed I, sultanul marilor selgiucizi, Ahmed Sanjar și Mahmud al II-lea se proclamă simultan ca sultani selgiucizi, în Persia, respectiv Irak, aflându-se în rivalitate.
- septembrie-octombrie: Ghasnavidul Arslan este înfrânt și ucis de către sultanul selgiucid din Persia, Sanjar.
- Are loc o revoltă în Normandia, împotriva lui Henric I Beauclerc.
- Bătălia de la Kennagal. Imperiul Hoysala înfrânge statul Chalukya, în India.
- Comitatul de Edessa este nevoit să abandoneze Gargar turcilor selgiucizi.
- Conducătorul Serbiei, Gheorghe Vojislavljevic, este înlăturat de către Uroș I al Rasciei.
- Contele Ramon Berenguer al III-lea de Barcelona ocupă Tarragona de la maurii din Spania.
- Continuă operațiunile regelui Balduin I al Ierusalimului împotriva Egiptului: după ce traversează Sinai, cruciații ocupă orașul Farama și ating Nilul; expediția se întrerupe din cauza bolii lui Balduin.
- Este fondat la Ierusalim ordinul religios și militar al templierilor, de către Hugues de Payns și de alți cavaleri (Andre de Montbard, Godefroy de Saint-Omer etc.).
- Este fondat Zbraslav, în Cehia (astăzi, parte componentă a Pragăi).
- Este înființat un nou principat al turcilor la Erzindjan, în Anatolia.
- Generalul bizantin Philokales cucerește Sardis, aflat în stăpânirea sultanatului selgiucid de Rum.
- În Japonia, începe perioada Genei.
- La moartea fratelui său Filip, Inge "cel Tînăr" rămâne singur pe tronul Suediei.
- Numeroși cumani sunt colonizați în Georgia de către regele David al IV-lea.
- Orașul german Magdeburg este aproape în totalitate distrus de un incendiu.
- Primele mențiuni ale orașelor germane Zwickau, Eisenstadt, Kirchgandern și Wolfenbuttel.
- Regele David al IV-lea al Georgiei capturează Lori de la turcii selgiucizi.
- Regele Henric I al Angliei interzice războaiele private în cadrul regatului său.
- Regele Ludovic al VI-lea al Franței distruge castelul Monthlery.
- Se ia decizia ca arhiepiscopul de York să nu mai fie în mod necesar învestit de către arhiepiscopul de Canterbury, în ierarhia clericală din Anglia.
- Sinodul de la Fritzlar: Otto de Bamberg este suspendat din funcție de papa Gelasius al II-lea, iar Norbert de Xanten este acuzat de erezie.

## Arte, Știință, Literatură și Filozofie
- Alberic de Reims devine maestru la școala din Reims.
- Este consacrat domul din Pisa.
- Exilat la Fez, după măsurile antimusulmane luate de regele Alfonso I al Aragonului la Zaragoza, filosoful arab Avempace intră în viața politică, ajungând vizir al almoravizilor la Fez.
- Începe reconstrucția catedralei Peterborough din Anglia, distrusă de un incendiu în 1116.
- Orfevrierul Renier de Huy decorează biserica Saint-Barthelemy din Liege.

## Înscăunări
- 24 ianuarie: Papa Gelasius al II-lea (n. Giovanni de Gaeta), (1118-1119)
- 10 martie: Grigore al VIII-lea, antipapă (1118-1121).
- 14 aprilie: Balduin al II-lea (Balduin du Bourg), rege al Ierusalimului (1118-1131).
- 18 aprilie: Mahmud al II-lea, sultan selgiucid în Irak (1118-1131).
- 14 iunie: Ahmed Sanjar, sultan selgiucid în Persia (1118-1157).
- 29 iunie: Vikram, regent în regatul indian Chola.
- 3 august: Al-Mustarshid, calif abbasid.
- 15 august: Ioan al II-lea Comnen, împărat al Bizanțului (1118-1143).
- octombrie: Bahram Șah, împărat al statului ghasnavid (1118-1152).
- Enna mac Donnchada mac Murchada, rege irlandez în Dublin.
- Garmond de Picquigny, patriarh latin de Ierusalim.
- Soliman I ibn al-Ghazi, emir de Alep.
- Turlough O'Connor, "rege suprem" în Irlanda.
- Wulgrin al III-lea, conte de Angouleme.

## Nașteri
- 11 februarie: Nur ad-Din Zangi, conducător al Siriei (d. 1174).
- 28 noiembrie: Manuel I Comnen, împărat bizantin (d. 1180).
- Andronic I Comnen, împărat bizantin (d. 1185).
- Eudes al II-lea, duce de Burgundia (d. 1162).
- Gualdim Pais, mare maestru al Ordinului templierilor (d. 1195).
- Roger al III-lea de Apulia (d. 1148).
- Saigyō Hōshi, poet japonez (d. 1190)
- Taira no Kiyomori, general japonez (d. 1181).

## Decese
- 21 ianuarie: Papa Pascal al II-lea (n. Raniero), (n. 1050)
- 2 aprilie: Balduin I, rege cruciat al Ierusalimului (n. ?)
- 16 aprilie: Adelaida del Vasto, regentă a Siciliei, mama lui Roger al II-lea (n. 1074)
- 18 aprilie: Muhammed I, sultan selgiucid (n. ?)
- 28 aprilie: Arnoul de Chocques, patriarh latin de Ierusalim (n. ?)
- 1 mai: Matilda a Scoției, prima soție a regelui Henric I al Angliei (n.c. 1080)
- 3 august: Al-Mustazhir, calif abbasid la Bagdad (n. ?)
- 15 august: Alexios I Comnen, împărat bizantin (n. 1048)

### Nedatate
- octombrie: Arslan Șah, împărat al statului ghasnavid (n. ?)
- Guillaume al III-lea, conte de Angouleme (n. ?)
- Philip Halstensson, rege al Suediei (n. ?)